# Horamabad
Horamabad (perz. خرم‌آباد; /horamabād/, lur. خورمووه; /hormuve/) je grad u Iranu i sjedište pokrajine Luristan. Grad je smješten pod obrnoncima planinskog masiva Zagros, oko 320 km zapadno od Isfahana odnosno oko 375 km jugozapadno od glavnog grada Teherana. Prema popisu stanovništva iz 2016. godine u Horamabadu je živjelo 373.416 ljudi.
Horamabad je naseljen uglavnom Lurima i Lakima, srodnim iranskim narodima koje se ponekad smatra i istom etničkom skupinom, a neki tvrde da su najsrodniji Kurdima. U gospodarskom smislu grad predstavlja središte kojem gravitiraju svi okolni poljoprivredni i industrijski centri iz pokrajine. 

## Povijest
Horamabad je jedno od najranijih mjesta ljudskog obitavanja u Iranu. Izvješća i istraživanja dr. Franka Hua, profesora na Sveučilištu Rice, i njegovih kolega, pokazuju da su ljudi u dolini Horamabad imali trajna naselja prije više od 63 000 godina, s dokazima iz srednjeg do gornjeg paleolitika.
Godine 1967. u Sjedinjenim Državama objavljeno je djelo o prapovijesnom razdoblju Horamabada, koje govori o životu ljudi u jugozapadnim regijama Irana. U planinama na nadmorskoj visini od 1170 metara pronađene su špilje duge oko 10 kilometara.
Mnogi istraživači vjeruju da su osnivači Khorramabada bili Elamiti (3200.-2700. pr. Kr.). Haidalu je bio jedan od najvažnijih gradova elamitske civilizacije, a uništili su ga Asirci.
Prema orijentalistu Minorskiju, sasanidski grad Šapur Kast (Šapurhast), izgrađen po nalogu sasanidskog šaha Šapura I. u 3. stoljeću, nalazio se na istom mjestu. U tekstovima povjesničara, Šapurhast se smatra jednim od najvažnijih i najrazvijenijih gradova regije tijekom tog razdoblja. Vjerojatno krajem sedmog stoljeća grad Šapurhast je uništen, a ljudi su se preselili zapadno od tvrđave Falak al-Aflak kako bi imali obilje vode i sigurnost.
Grad, s modernim imenom, prvi put je spomenuo u 14. stoljeću Hamdallah Mustaufi u svom djelu „Nuzhat al-qulub”. Godine 1368. mongolski vladar Timur sravnio je Horamabad sa zemljom jer su navodno stanovnici ove regije, Lori, bili krivi za česte napade na muslimanske karavane na putu do muslimanskog svetog grada Meke. Ostao je samo sasanidski rezervoar-toranj koji je bio izvor vode, pa su ovdje počeli graditi kuće, koje su kasnije prerasle u grad. 
U blizini grada nalaze se ruševine Diz-i Sijāha, bivše prijestolnice atabega (Hazaraspidi), vladara Malog Luristana (oko 1184. – 1597.). Njihova vladavina završila je 1597. godine kada je tadašnji perzijski šah naredio atentat na posljednjeg vladara dinastije atabega.
Za vrijeme dinastije Safavida (1502.-1736.) grad je procvjetao i bio je jedno od važnih središta Irana. 
Nakon propasti Safavida i potpisivanja Carigradskog ugovora (1724.) s Carskom Rusijom, osmanski Turci osvojili su Horamabad 6. rujna 1725. godine. Za vrijeme |dinastije Kadžara, grad je bio ograničen na susjednu tvrđavu Falak al-Aflak. U to vrijeme započele su migracije iz malih sela u grad. Migracije i rastući broj stanovnika doveli su do širenja grada i pojave novih naselja.
Izgradnjom ceste krajem 19. stoljeća ova udaljena regija postala je pristupačnija. Vrijeme putovanja od Perzijskog zaljeva preko Širaza do Teherana bilo je 40 do 50 dana, ali nova cesta smanjila ga je na 12 dana.
Za dinastije Pahlavi osnovana je općina Horamabad 1913. godine, a prvo gradsko vijeće sastojalo se od 7 članova 1916. godine.

## Znamenitosti
Horamabad nije prepoznat kao turističko središte, ali ima vrlo lijep gradski krajolik s mnogim znamenitostima. U središtu grada nalazi se slikovito jezero Kijo, srednjovjekovna utvrda Falak al-Aflak, most Šapuri, Velika džamija, minaret od opeke i sasanidski rezervoar-toranj Gerdab Sangi („Kameni vrtlog”), a na njegovom rubu su ostaci drevnog grada Šapur Kasta, veliki trostruki vodopad Nozijan, klanac Šabihun, te špilja i park Duše.
U okolici Horamabada, uskog ekološkog koridora bogatog vodom, florom i faunom, nalazi se pet špilja i jedno kameno sklonište iz paleolitika. Ova prapovijesna arheološka nalazišta otkrivaju musterijansku i baradostijsku kulturu gornjeg paleolitika, nudeći uvid u ranu ljudsku evoluciju i migracije iz Afrike u Euroaziju. Artefakti poput ukrasnih predmeta i naprednog kamenog oruđa ističu kognitivni i tehnološki razvoj ranih ljudi u planinama Zagros. Područje je i dalje nedovoljno istraženo, a ima značajan potencijal za buduća arheološka otkrića, zbog čega su upisana na UNESCO-ov popis mjesta svjetske baštine u Aziji 2025. godine.
Sve što je ostalo od ovog drevnog grada Šapur Kasta su ruševine divovskog i širokog zida izgrađenog u arhitektonskom stilu sasanidskog doba. Jedno od remek-djela arhitekture sasanidskog doba s pravom se naziva „Slomljeni most” ili „Šapuri most”. Ovaj most, od kojeg su ostale samo ruševine, nalazi se na jugozapadu Horamabada, na južnoj strani tvrđave Falak al-Aflak.
U središtu grada, velika sasanidska citadela Falak al-Aflak („Raj rajeva”) koja je danas pretvorena u muzej. Ova utvrda, poznata i kao „Utvrda s dvanaest kula”, izgrađena je u 13. stoljeću. Površine otprilike 230 četvornih metara, uzdiže se 23 m iznad visine brda. U unutrašnjosti utvrde nalaze se dva velika dvorišta, a oko njih brojne sobe s prozorima koji gledaju prema van. Ispod brda na kojem je izgrađena tvrđava nalazi se veliki izvor s ugodnom pitkom vodom, poznat kao „Golestan” (od perzijskog gol - „ruža” i stan - „zemlja”).
Istočno od tvrđave, kroz grad teče rijeka, stvarajući nevjerojatan krajolik, između ostalog i zbog obližnjih vrtova. Horamabad je odabrao regionalni ured Programa Ujedinjenih naroda za ljudska naselja kao model turističkog grada za provedbe projekta održivog urbanog razvoja kroz turizam.
- Utvrda Falak al-Aflak iznad Horamabada
- Pogled na grad sa zidina dvorca
- Sasanidska sarbazkana u gradu
- Vještačko jezero Kijo u gradu
- Horamabad s utvrde noću
- Mauzolej Šahanšaha u Horamabadu

## Stanovništvo
U vrijeme nacionalnog popisa stanovništva iz 2016. godine grad je imao 373.416 stanovnika u 109.231 kućanstvu.
| 1986.   | 1991.   | 1996.   | 2006.   | 2016.   |
| ------- | ------- | ------- | ------- | ------- |
| 208.592 | 249.258 | 272.815 | 333.945 | 373.416 |

Gradsko stanovništvo pretežno čine Luri i najveći je grad u zemlji u kojem se govori lurski jezik.
| Jezični sastav Horamabada (2022.) | Jezični sastav Horamabada (2022.) | Jezični sastav Horamabada (2022.) | Jezični sastav Horamabada (2022.) | Jezični sastav Horamabada (2022.) |
| --------------------------------- | --------------------------------- | --------------------------------- | --------------------------------- | --------------------------------- |
| Jezik                             |                                   |                                   | percent                           |                                   |
| lurski                            | lurski                            |                                   | 43%                               | 43%                               |
| laki                              | laki                              |                                   | 25%                               | 25%                               |
| perzijski                         | perzijski                         |                                   | 25%                               | 25%                               |
| silakhori                         | silakhori                         |                                   | 5%                                | 5%                                |
| borujerdi dijalekt                | borujerdi dijalekt                |                                   | 1%                                | 1%                                |
| ostali                            | ostali                            |                                   | 1%                                | 1%                                |
|                                   |                                   |                                   |                                   |                                   |

Stanovništvo su uglavnom šijitski su muslimani.

### Slavni stanovnici
- Daniel Arzani (1999.-), australsko-iranski nogometaš
- Alireza Beiranvand (1992.-), nogometaš (vratar)
- Ārash Miresmāeli (1981.-), svjetski prvak u judu
- Nasrollah Kasraian (1944.-), fotograf
- Narges Rashidi (1980.-), njemačko-iranska glumica

## Poveznice
- Zračna luka Horamabad

## Vanjske poveznice
- (perz.) Službene stranice grada Horamabada  Arhivirana inačica izvorne stranice od 29. travnja 2012. (Wayback Machine)

Ostali projekti
|  | Zajednički poslužitelj ima još gradiva o temi Horamabad |